# Silver Peak
Silver Peak (também pode ser grafado como Silverpeak) é uma comunidade não incorporada no condado de Esmeralda , estado de Nevada, nos Estados Unidos.

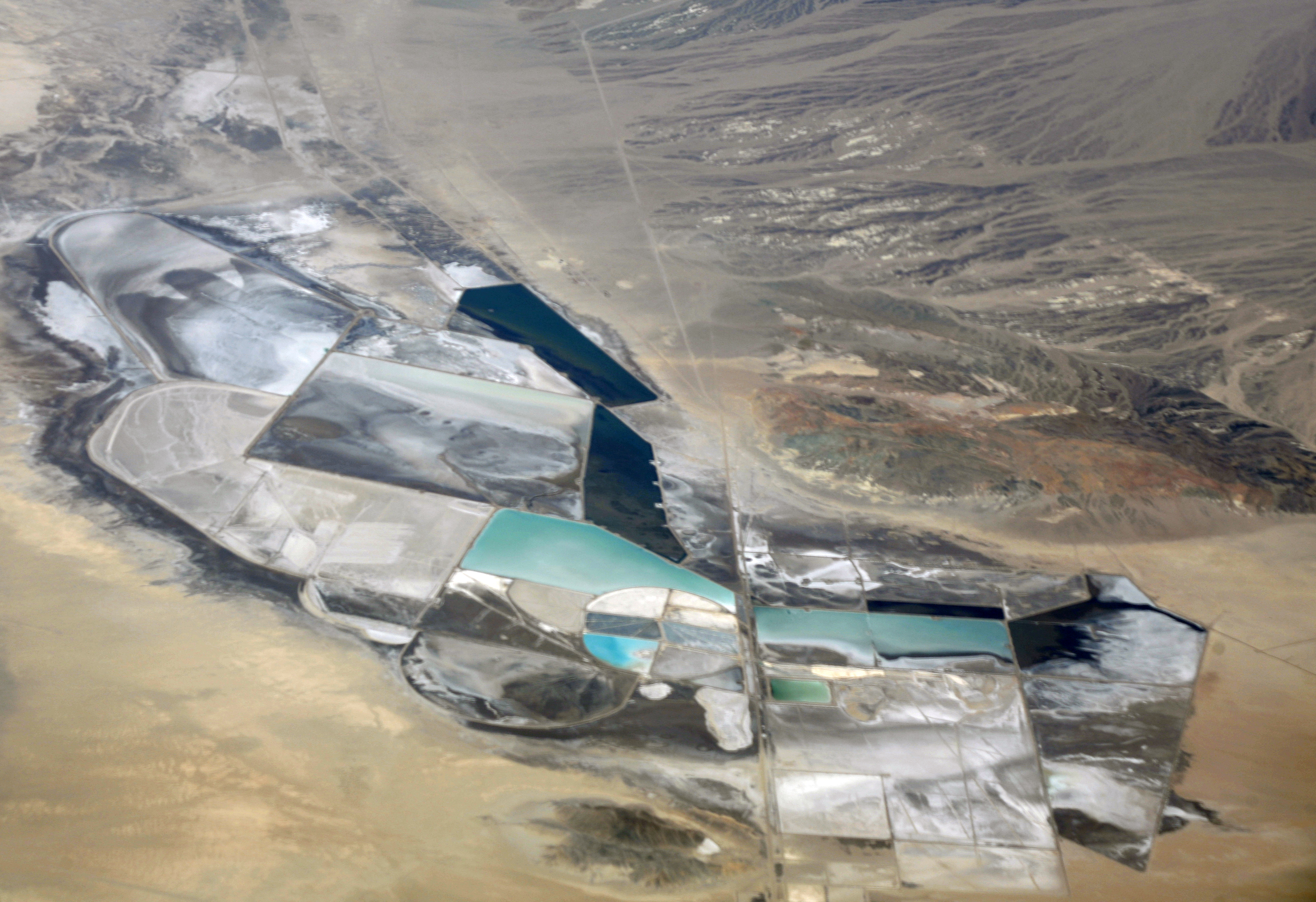
Operação de extração de lítio em Clayton Valley, nas proximidades de Silver Peak.

## Geografia
Fica ligada à State Route 265 que liga Silver Peak à U.S. Route 6 e à U.S. Route 95 in Nevada. Silver Peak fica situada a oeste de Goldfield, a sede do Condado de Esmeralda. Atinge uma altitude de 1.317 m  Apesar de Silver Peak ser uma comunidade não incorporada, ela possui uma estação de correios, com o código postal ou código zip de 89047.

## Demografia
Pelo censo realizado em 2010, Silver Peak tinha 107 habitantes em 137 alojamentos, o que representa uma queda de 75 habitantes, em relação ao censo de 2000 (182 habitantes).

## Economia
Silver Peak fica próximo de um leito de lago seco rico em lítio e outros minerais. The Chemetall Foote Lithium Operation no  Clayton Valley
é na atualidade a única fonte de lítio a operar nos Estados Unidos. A mina está sendo expandida para duplicar a capacidade do carbonato de lítio (usado como um estabilizador do humor no tratamento psiquiátrico de estados de manias e de distúrbio bipolar de modo similar ao do citrato de lítio.). O projeto é financiado em parte por 28.4 milhões de dólares pelo Departamento de Energia dos Estados Unidos para expandir de aumentar a produção de materiais em lítio para o transporte de baterias. A localidade ganhou algum conhecimento nos Estados Unidos durante a crise energética que ocorreu na Califórnia em 1999. No principal ato dessa crise energética causou um blecaute/apagão, corte de eletricidade naquele estado. Em março de 1999, os distribuidores da energia da Enron terão alegadamente desviado 2.900 MW (megawatts) de eletricidade destinados à Califórnia para esta pequena comunidade do estado do Nevada. Aquele ato deu origem a uma grande carência na grelha da energia da Califórnia porque o maior alimentador de energia (interligação) desta área para a Califórnia tinha uma capacidade de 15 MW (cerca de 0,5% do que era exigido). Estudos contabilísticos dizem que esta ação deram uma receita estimada de  7 milhões de dólares à Enron. A empresa foi castigada com uma multa de 25.000 dólares pela sua ação, pois aquele ato foi uma forma daquela empresa obter dinheiro fácil.

## História
Silver Peak é uma das mais antigas comunidades mineiras do estado de Nevada. Ela foi fundada em 1864, dois anos após a fundação do condado de Esmeralda, uma no após ter sido descoberta prata, começou a exploração mineira. UM moinho de selo foi construído em 1865 e outro moinho de selo (engenho para extrair o minério) foi ali montado em 1867.  A  Silver Peak Railroad foi construída pela the Pittsburgh Silver Peak Gold Mining Company depois de ter comprado umas propriedades mineiras em 1906 e erguido um moinho de selo em Blair em 1907. O engenho de Blair encerrou em 1915 e dois anos depois Blair transformou-se numa cidade fantasma. Silver Peak continuou a ser povoada, apesar de ter sofrido um incêndio em 1948. Silver Peak começou a prosperar novamente quando a  Foote Mineral Company começou a extrair lítio no solo do  Clayton Valley em 1966.